# Vergului (stație de metrou)
Vergului este o stație planificată de metrou din București. Se va afla în Sectorul 2, în apropierea intersecției dintre Șoseaua Vergului și Șoseaua Pantelimon, la o adâncime de −9 m.